# Oberhof
Oberhof (pronunciación en alemán: /ˈoːbɐˌhoːf/ⓘ) es una ciudad ubicada en el bosque de Turingia, distrito de Schmalkalden-Meiningen del Estado Federal de Turingia, Alemania. Cuenta con aproximadamente 1674 habitantes, y se encuentra a una altitud de 823 m s. n. m. (metros sobre el nivel del mar). Es un importante centro de deportes invernales y spa. Además cuenta con una Escuela de Deportes patrocinada por la Bundeswehr (Fuerzas Armadas) que ha producido varios campeones olímpicos.
Oberhof es mencionada por primera vez en manuscritos en 1470. En el año 1906 se inauguró la primera pista de bobsleigh y el primer trampolín de salto en esquí, lo que convirtió al pueblo en un importante centro de deportes invernales y promovió su desarrollo económico. Ha sido el lugar de múltiples campeonatos mundiales de luge (el último en 2008) y biatlón.

## Evolución demográfica
Como en muchas ciudades del Este, la población de Oberhof ha ido decreciendo desde la reunificación alemana.
| - 1665: 51 - 1705: 150 - 1900: 400 - 1933: 1149 - 1939: 1086 - 1994: 2189 | - 1995: 2118 - 1996: 2052 - 1997: 1981 - 1998: 1884 - 1999: 1845 - 2000: 1803 | - 2001: 1726 - 2002: 1693 - 2003: 1647 - 2004: 1613 - 2006: 1674 |

## Clima
El clima de Oberhof es áspero, lo que contribuyó a su lento desarrollo. La precipitación anual promedio es de 1300 mm, y la temperatura anual promedio es de apenas 4,4 °C con nevadas entre los meses de noviembre y marzo.

## Infraestructura Deportiva
Una de las particularidades de Oberhof es que ofrece varias facilidades para deportes invernales de una forma concentrada. Oberhof tiene una pista artificial refrigerada de luge de 1354,5 metros de longitud y 15 curvas, que se mantiene refrigerada entre los meses de octubre y febrero. Esta pista fue renovada para el Campeonato Mundial de Luge de 2008. Tiene además cinco trampolines para salto en esquí, incluyendo tres para principiantes y el entrenamiento de niños. Para la práctica del biatlón cuenta con la Arena Rennsteig que tiene capacidad para hasta 20 000 espectadores, incluyendo 9000 en el estadio. Este estadio fue sede del Campeonato Mundial de Biatlón de 2004.